# Phyllachora tetrasperma
Phyllachora tetrasperma är en svampart som beskrevs av Sawada 1952. Phyllachora tetrasperma ingår i släktet Phyllachora och familjen Phyllachoraceae.   Inga underarter finns listade i Catalogue of Life.